# National Review
National Review è una rivista quindicinale statunitense di orientamento conservatore che si concentra su notizie e articoli di commento su affari politici, sociali e culturali. La rivista è stata fondata dal saggista e giornalista William F. Buckley Jr. nel 1955. È curata da Rich Lowry.
Sin dalla sua fondazione, la rivista ha svolto un ruolo significativo nello sviluppo del conservatorismo negli Stati Uniti, contribuendo a definire i suoi confini e promuovendo il "fusionismo" (una corrente nella politica americana che unisce tradizionalismo e conservatorismo sociale con il libertarismo di destra politico ed economico), affermandosi come una voce di spicco nella destra americana.
La versione online, National Review Online, è curata da Charles C. W. Cooke e include contenuti e articoli gratuiti diversi dall'edizione cartacea.

## Storia
La storia di National Review è strettamente legata allo sviluppo del movimento conservatore negli Stati Uniti dopo la seconda guerra mondiale. William F. Buckley Jr., un laureato della Ivy League a Yale e in seguito un dipendente della CIA, ha criticato quello che credeva essere l'atteggiamento liberale della sua università e ha raggiunto un certo successo con il suo libro God and Man at Yale. Con un gruppo di autori composto da tradizionalisti, intellettuali cattolici, libertari ed ex comunisti, ed in particolare con Frank Meyer, il padre spirituale del "fusionismo", Buckley ha fondato la rivista nel 1955.
Tra i primi a dare il loro contributo alla rivista vi sono personaggi come Russell Kirk e Richard Weaver. Altri nomi importanti sono quelli di John Chamberlain, Wilhelm Röpke e Max Eastman. Un nutrito gruppo di ex comunisti collabora molto attivamente alla rivista: oltre a Frank Meyer, James Burnham, Willmore Kendall, William Schlamm ed altri.

## Orientamento
Una delle convinzioni centrali di National Review è che il governo centralizzato dovrebbe esistere solo per proteggere le vite, la libertà e la proprietà dei cittadini. Ritiene che tutte le ulteriori attività parlamentari limitino la libertà e ostacolino il progresso nel paese. La National Review si descrive come libertaria.
Nel gennaio 2016, i giornalisti di National Review si sono dichiarati contrari a Donald Trump in un editoriale. La sua candidatura alla presidenza non è da sostenere da un punto di vista conservatore. Trump è un opportunista e "una minaccia per il conservatorismo americano poiché calpesterebbe il lavoro di generazioni" per rappresentare "un populismo spietato e brutale".